# 풍속화

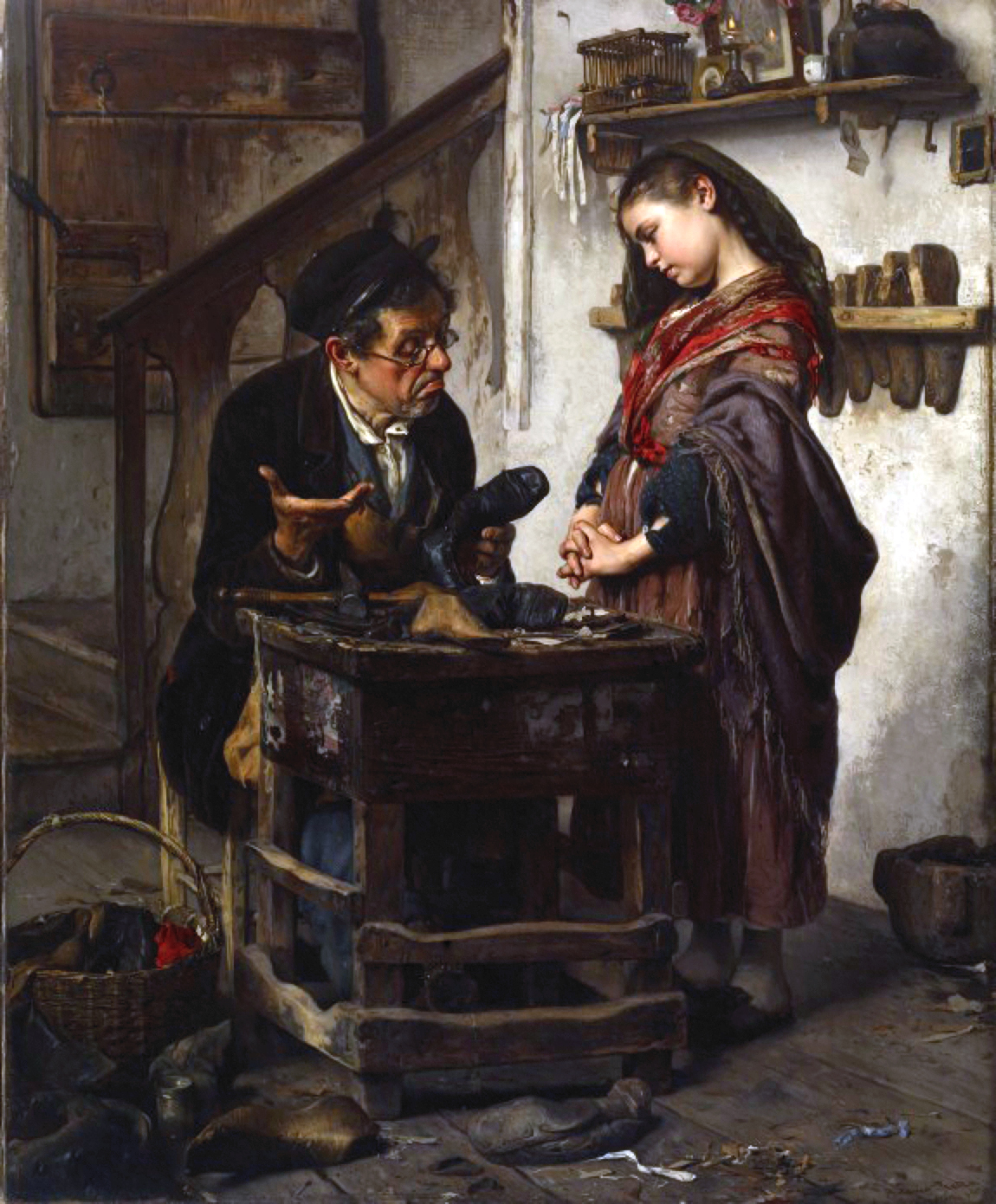

풍속화(風俗畵)란 그림의 내용을 일상생활에서 취재하여 그린 회화를 말한다. 다루어진 계층의 차이에 따라 농민, 시민, 귀족 등으로 종별된다.

## 유럽의 풍속화
서양에서는 단순히 ‘장르’라고도 한다. 서양에서는 1500년경 독일의 판화에서 시작되었다. 동판화로 풍속화를 연속적으로 그린 최초의 화가는 ‘하우스부흐의 화가’들이고, 17세기에 네덜란드에는 아드리안 판 오스타데, 스텐, 텔 보르프 등의 전문화가가 배출되었다. 18세기에는 프랑스의 와토가 궁정의 우아한 생활을 그리고 영국의 호거스는 상류사회의 어두운 측면을 풍자적으로 그렸다.

## 중국의 풍속화
중국에서는 한대의 화상석(畵像石)·화상전(畵像塼)에서 수렵, 농경, 나들이, 연음(宴飮), 잡기, 악무(樂舞) 등의 원초적인 풍속화를 볼 수 있다. 육조 시대에는 월중(越中) 풍속도, 낙중거마투계도(洛中車馬鬪鷄圖) 같은 것을 그렸고 당대 이후 사녀도(仕女圖) 등이 유행해서 이후의 전통이 되었다.

## 같이 보기
- 헤..